# استفانی لی
استفانی لی (کره‌ای: 스테파니 리؛ انگلیسی: Stephanie Lee؛ نام کره‌ای: لی جونگ-آه (کره‌ای: 이정아)، زادهٔ ۱۴ سپتامبر ۱۹۹۳) بازیگر و مدل کره‌ای-آمریکایی است. او در مجموعه‌های تلویزیونی کره‌ای کارآگاهان دبیرستان دخترانه (۲۰۱۴) و استارت آپ (۲۰۲۰) ایفای نقش کرده‌است.

## فیلم‌شناسی

### فیلم
| سال  | عنوان       | نقش          | منابع |
| ---- | ----------- | ------------ | ----- |
| ۲۰۱۸ | نبرد بزرگ   | دال-ره       | [ ۶ ] |
| ۲۰۱۹ | حرکت الهی ۲ | هوانگ سون-هی | [ ۷ ] |

### مجموعه‌های تلویزیونی
| سال  | عنوان                      | نقش          | شبکه     | منابع  |
| ---- | -------------------------- | ------------ | -------- | ------ |
| ۲۰۱۴ | کارآگاهان دبیرستان دخترانه | چوی سونگ-یون | جی‌تی‌بی‌سی | [ ۸ ]  |
| ۲۰۱۵ | یونگ پال                   | سینتیا پارک  | اس‌بی‌اس   | [ ۹ ]  |
| ۲۰۱۶ | آخرین عشق                  | مین جی-سون   | اس‌بی‌اس   | [ ۱۰ ] |
| ۲۰۱۸ | زوج تحقیقات                | استلا هوانگ  | ام‌بی‌سی   | [ ۱۱ ] |
| ۲۰۱۸ | آخرین ملکه                 | اوه ها-رو    | اس‌بی‌اس   | [ ۱۲ ] |
| ۲۰۲۰ | وقتی که زیباترین بودم      | امبر         | ام‌بی‌سی   | [ ۱۳ ] |
| ۲۰۲۰ | استارت آپ                  | جونگ سا-ها   | تی‌وی‌ان   | [ ۱۴ ] |

### ورایتی شوها
| سال  | عنوان                    | شبکه          | توضیحات                              | منابع  |
| ---- | ------------------------ | ------------- | ------------------------------------ | ------ |
| ۲۰۱۵ | زندگی رنگارنگ استفانی لی | ناور / یوتیوب |                                      | [ ۱۵ ] |
| ۲۰۱۵ | طعم دیگران               | جی‌تی‌بی‌سی      |                                      | [ ۱۶ ] |
| ۲۰۱۵ | استارگرام                | اس‌بی‌اس        |                                      | [ ۱۷ ] |
| ۲۰۱۹ | باستد! (فصل ۲)           | نتفلیکس       | حضور افتخاری (در نقش پروفایلر جنایی) | [ ۱۸ ] |
| ۲۰۲۰ | های اسکول استایل آیکن ۲  | یوتیوب        | داور                                 | [ ۱۹ ] |
| ۲۰۲۱ | تاپ سلر                  | یوتیوب        | داور                                 | [ ۲۰ ] |

### حضور در موزیک ویدئوها
| سال  | آرتیست | آهنگ                                                                | منابع  |
| ---- | ------ | ------------------------------------------------------------------- | ------ |
| ۲۰۱۳ | توپی‌ام | «وقتی این آهنگ رو می‌شنوی برگرد» (Come Back When You Hear This Song) | [ ۲۱ ] |

### میزبان
| سال  | عنوان                                              | شبکه        | توضیحات                            | منابع  |
| ---- | -------------------------------------------------- | ----------- | ---------------------------------- | ------ |
| ۲۰۱۵ | دهمین جوایز مدل آسیا                               | کی‌بی‌اس ورلد | همراه کانگ سونگ-هیون, شین هیون-جون | [ ۲۲ ] |
| ۲۰۱۶ | بیستمین جشنواره بین‌المللی فیلم‌های فوق‌العاده بوچئون |             | همراه پارک سونگ وونگ               | [ ۲۳ ] |
| ۲۰۱۷ | پنجاه و چهارمین جوایز ناقوس بزرگ                   | تی‌وی چوسان  | همراه شین هیون-جون                 | [ ۲۴ ] |